# Seria Imperiul Galactic
Seria Imperiul Galactic este o serie științifico-fantastică scrisă de Isaac Asimov. Ea cuprinde trei romane și o povestire, a căror acțiune se desfășoară în universul Fundației.

## Conținutul seriei
- Pulbere de stele - roman apărut în 1951
- Curenții spațiului - roman apărut în 1952
- O piatră pe cer - roman apărut în 1950
- "Fundătura" - povestire apărută în 1945 și reeditată în volumul Perioada Campbell

## Imperiul Galactic
În cadrul acestei serii sunt prezentate două evenimente majore: ascensiunea Imperiului Galactic - al cărui element de pornire îl constituie planeta Trantor și decăderea și izolarea treptată a Pământului în urma unui eveniment nuclear devastator, care l-a lăsat radioactiv.
Legătura dintre aceste patru texte nu este foarte strânsă, fiecare dintre ele constituind o poveste de sine stătătoare. Principalele elemente comune sunt reprezentate de ideea unui viitor Imperiu Galactic și de unele aspecte tehnologice - hiperpropulsia, blasterele, "biciurile neuronice", invenția "Vizi-Sonorului" - și de unele locații, cum este de exemplu planeta Trantor.
Legăturile au fost detaliate mai amănunțit în Roboții și Imperiul, carte în care Asimov dezvăluie cum a devenit Pământul radioactiv, lucru descris în Pulbere de stele și O piatră pe cer.

## Viața extraterestră
Povestirea "Fundătura" este singurul text din universul Fundației care prezintă o inteligență extraterestră. În Fundația și Pământul apar inteligențe non-umane (Gaia și cele de pe Solaria), dar acestea descind din sau au fost create de om.

## Legături cu celelalte serii
Evenimentele acestor texte se petrec în același viitor ca și cel din trilogia Fundației, ale cărei povestiri începuseră să apară încă din 1942. Inițial, Asimov scrisese povestirile despre roboți, Imperiul Galactic și Fundație ca trei serii separate, dar ulterior a unit laolaltă ultimele două serii și, în final, a realizat legătura și cu prima serie.
Această mișcare a necesitat anumite modificări pentru a se explica absența roboților seriei omonime din romanele Imperiului Galactic și a dus la anumite neconcordanțe. Asimov stabilise inițial că acțiunea primei povestiri se petrece la aproximativ 50.000 de ani de la data scrierii ei (circa 1940), idee păstrată în romanul O piatră pe cer, în care arheologul imperial Bel Arvardan face referire la o descoperire din sectorul Sirius datând din urmă "cu circa 50.000 de ani". Când Asimov a decis ulterior să integreze retroactiv seria Roboților în universul format de romanele Fundației și Imperiului Galactic, au apărut unele discrepanțe și modificări - robotul R. Daneel Olivaw are 20.000 de ani, iar acțiunea primelor romane în care apare se petrece la circa 2.000 de ani după povestirile cu Susan Calvin de la începutul secolului XXI. De asemenea, în Marginea Fundației se menționează că omenirea a descoperit călătoria interstelară în urmă cu 22.000 de ani, o diferență majoră față de perioada inițială de 50.000 de ani. Dacă în cronologia din 1950 omenirea descoperă zborul prin biperspațiu în jurul anului 5000, conform cronologiei Roboților acest lucru se petrece în anul 2029, în timpul evenimentelor relatate în Eu, robotul.